# Димитриос Хондрос
Димитриос К. Хондрос (на гръцки: Δημήτριος Κ. Χόνδρος) е гръцки учен.

## Биография
Димитриос Хондрос е роден в 1882 година в македонския град Сяр, който тогава е в Османската империя. Баща му е основател и секретар на Панмакедонския силогос в Сяр. Учи в родния си град и завършва VІ клас в гимназия в Солун. След смъртта на баща си работи известно време като чиновник в Кавала. В 1900 постъпва в Атинския университет със стипендия от фонда Константинос Белиос, откъдето се дипломира с отличие в 1905 година. В 1906 година с нова стипендия и с помощта на директора на сярското училище Йоанис Дельос продължава обучението си в Гьотинген и Мюнхен (1906 – 1908), откъдето получава докторска степен по философия.
Връща се и е назначен за директор на лабораторията по химия в Атинския университет. Назначен е за преподавател в катедрата по физика на 28 януари 1912 г. При избухването на Балканската война влиза в армията и участва в овладяването на Солун и Хиос.
Председател на държавната комисия по геодезия и геофизика и председател на Съвета по телекомуникации. Пенсионира се в 1952 и умира в 1962 година. Името му носи улица в родния му Сяр.